# Камйоначик
Камйоначик (пол. Kamionaczyk) — село в Польщі, у гміні Серадз Серадзького повіту Лодзинського воєводства.
Населення — 148 осіб (2011).
У 1975-1998 роках село належало до Серадзького воєводства.

## Демографія
Демографічна структура станом на 31 березня 2011 року:
|          | Загалом | Допрацездатний вік | Працездатний вік | Постпрацездатний вік |
| -------- | ------- | ------------------ | ---------------- | -------------------- |
| Чоловіки | 77      | 22                 | 50               | 5                    |
| Жінки    | 71      | 17                 | 37               | 17                   |
| Разом    | 148     | 39                 | 87               | 22                   |